# Pachycephala vanikorensis
El silbador de las Santa Cruz (Pachycephala vanikorensis) es una especie de ave paseriforme de la familia Pachycephalidae endémica de las islas Santa Cruz, al este de las Islas Salomón. 

## Taxonomía
Fue clasificado como una especie separada en 2016. Anteriormente era considerado conespecífico del silbador dorado. Además dos de sus subespecies (P. v. ornate y utupuae) se consideró que pertenecían al silvador de Fiyi, y la subespecie nominal fue una subespecie del silbador melanesio.
Se reconocen tres subespecies de silbador de las Santa Cruz:
- P. v. ornata - Mayr, 1932: se encuentra en el norte de las islas Santa Cruz;
- P. v. utupuae - Mayr, 1932: se encuentra únicamente en la isla Utupua (en el centro de las Santa Cruz);
- P. v. vanikorensis - Oustalet 1875: se encuentra en la isla de Vanikoro (en el sur de las islas Santa).